# Internatsschule für SchisportlerInnen Stams
Die Internatsschule für SchisportlerInnen Stams, kurz Schigymnasium Stams, ist eine Schule in Stams nahe Innsbruck in Tirol. Sie ist die älteste Schisportschule und eine der erfolgreichsten Sportschulen der Welt.
Die Schule liegt direkt neben dem Stift Stams.

## Geschichte und Organisation
Die Schule wurde 1967, als erste dieser Art weltweit, als Kaderschmiede des österreichischen Schisports gegründet.
Nach anfänglich wenig erfolgreichen Jahrgängen – bis 1973 hatten nur 15 der 80 Alpinen die Kaderzugehörigkeit zum Österreichischen Skiverband (ÖSV) erlangt – konnte 1975 die erste Weltmeisterschaftsmedaille und 1976 die erste Olympia-Goldmedaille von einem Absolventen errungen werden. Heute gehört die Schule zu den erfolgreichsten Sportschulen Österreichs und weltweit.
Die Schule befindet sich in gemeinsamem Eigentum der Republik Österreich, des Landes Tirol und des Zisterzienserstifts Stams, getragen wird die Schule vom Schulverein „Internatsschule für SchisportlerInnen Stams“.

Geleitet wird sie derzeit von Arno Staudacher, Administrator ist Erwin Fill, Vereinsvorstand sind Josef Unterlechner und Paul Ganzenhuber.

## Schulsystem
Die Schule hat naturgemäß eine Aufnahmeprüfung (Sportliche Leistungsfeststellung). Erst wenn die sportliche Aufnahmeprüfung erfolgreich absolviert wurde, werden die schulischen Aufnahmekriterien überprüft.

### Schulisches Angebot
Die Schule umfasst zwei Schulformen:
- Oberstufenrealgymnasium für Schisportler des Vereins „Internatsschule für SchisportlerInnen“ (ORG) – normales Regelgymnasium in Oberstufenform, aber mit auf 5 Schulstufen verteiltem Lehrplan, führt zur Matura
- Handelsschule des Vereins „Internatsschule für SchisportlerInnen Stams“ (HAS) – Fachschule (Berufsbildende mittlere Schule), aber mit auf 4 Schulstufen verteiltem Lehrplan, schließt mit der Abschlussprüfung ab

### Sportliche Ausbildung
Die Sportliche Ausbildung umfasst sechs Sektoren:
- Biathlon
- Langlauf
- Nordische Kombination
- Schi Alpin
- Sprunglauf
- Snowboard-Cross / -Freestyle

Trainingsschanze ist, unter anderen, die Brunnentalschanze.

### Internat

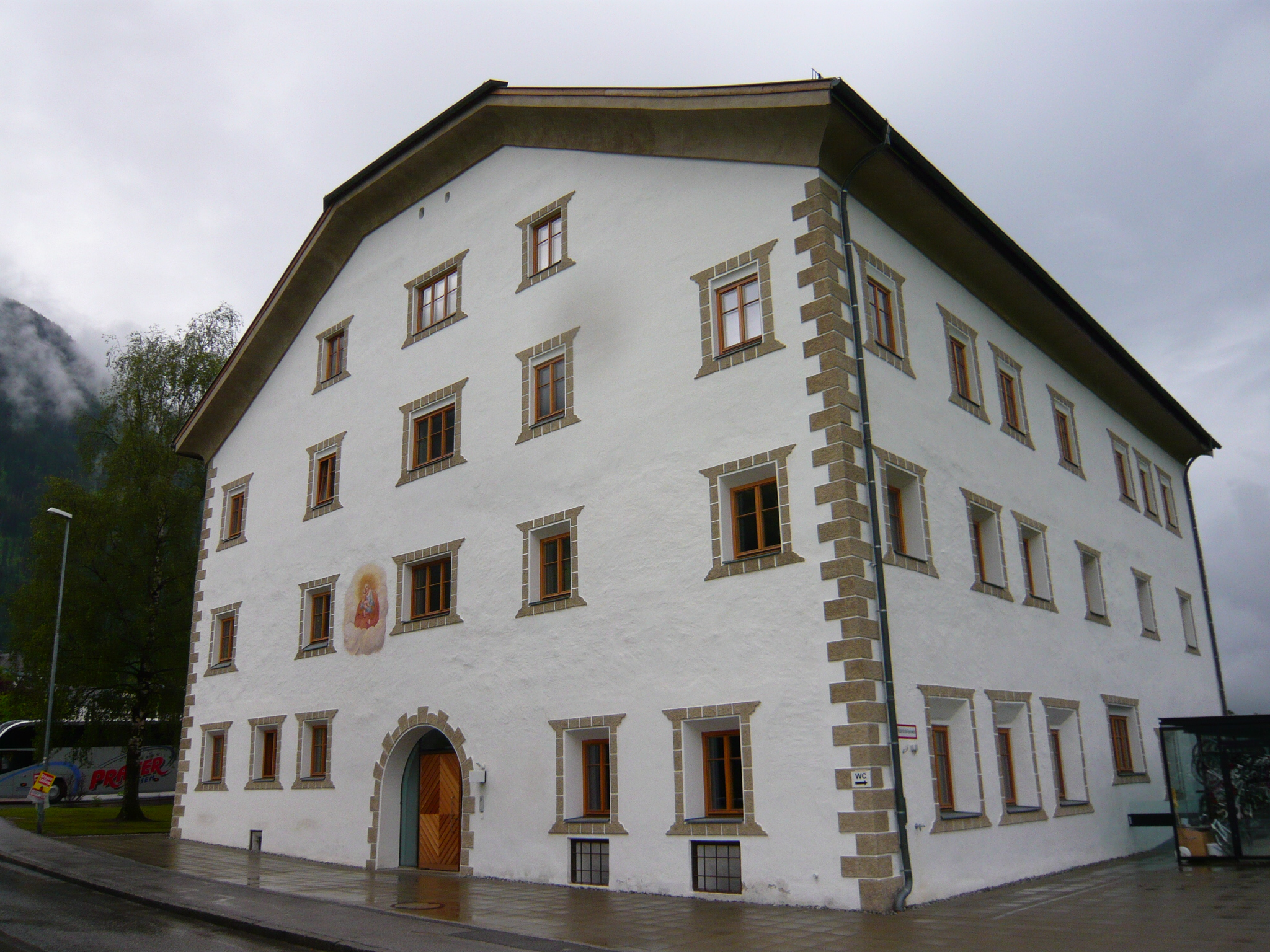
Mädcheninternat des Schigymnasiums (Ehem. Villa/Gasthof Speckbacher,)

Die Schule verfügt über ein Internat.

## Erfolge von Absolventen der Schule
Insgesamt wurden errungen:
- 31 Gold-, 42 Silber- und 46 Bronzemedaillen bei Olympischen Winterspielen
- 100 Gold-, 103 Silber- und 82 Bronzemedaillen bei Weltmeisterschaften
- 142 Gold-, 117 Silber- und 111 Bronzemedaillen bei Junior-Weltmeisterschaften (nur aktuelle Schüler)
- 23 Weltcup Gesamtwertungen
- 50 Weltcup Disziplinenwertungen
- unzählige Weltcup-, Europacupsiege und Medaillen bei österr. Meisterschaften

## Absolventen
- Alpin: Daniel Albrecht, Heidi Bauer, Klaus Eberhard, Stephan Eberharter, Paul Frommelt, Elisabeth Görgl, Bernhard Gstrein, Kathrin Gutensohn, Reinfried Herbst, Anja Haas, Nicole Hosp, Elisabeth Kirchler, Katharina Liensberger, Mario Matt, Patrick Ortlieb, Manfred Pranger, Benjamin Raich, Mario Reiter, Ingrid Salvenmoser, Rainer Salzgeber, Andreas Schifferer, Marlies Schild, Rainer Schönfelder, Stefanie Schuster, Uli Spieß, Nicola Spieß, Christine Sponring, Regina Sterz, Andrea Straub, Hubert Strolz,  Anita Wachter, Andreas Wenzel, Christian Witt-Dörring, Sigrid Wolf, Silvan Zurbriggen
- Snowboard: Markus Schairer
- Nordisch:
  - Sprunglauf: Andreas Felder, Martin Höllwarth, Stefan Horngacher, Toni Innauer, Daniela Iraschko, Martin Koch, Armin Kogler, Andreas Kofler, Marita Kramer, Heinz Kuttin, Alois Lipburger, Christian Moser, Franz Neuländtner, Hubert Neuper, Willi Pürstl, Alfred Pungg, Richard Schallert, Gregor Schlierenzauer, Karl Schnabl, Reinhard Schwarzenberger, Günther Stranner, Ernst Vettori, Andreas Widhölzl, Andreas Goldberger
  - Langlauf: Johannes Dürr, Markus Gandler, Arnold Koreimann, Maria Theurl
  - Biathlon: Christoph Sumann
  - Kombination: Hansjörg Aschenwald, Christoph Bieler,  Günter Csar, Wilhelm Denifl, Christoph Eugen, Felix Gottwald, Bernhard Gruber, Hippolyt Kempf, Fritz Koch, David Kreiner, Stefan Kreiner, Klaus Ofner, Marc-Luis Rainer, Andreas Schaad, Robert Stadelmann, Mario Stecher, Klaus Sulzenbacher

## Berichte sexueller Übergriffe
Der Standard publizierte am 2. Dezember 2017 ein Interview mit einem anonym bleibenden Zeugen, einem ÖSV-Aktiven, der in den 1980ern und 90ern hier in Stams zur Schule ging. Dieser beschrieb, dass „sehr viele“ jüngere Schüler von älteren damals das „Pastern“ erlitten hätten, ein „zutiefst sexuelles Machtspiel“, bei dem – „selten im Geheimen“ – dem männlichen Opfer der Inhalt einer Tube Zahnpasta oder im ärgsten Fall Nasschnee-Klister (sic!), pastöses, klebriges Steigwachs für Langlaufschi anal eingeführt wurde. Opfer wären später zu Tätern geworden und kämpften im späteren Leben mitunter mit dem Vorgefallenen. Lehrer und Erzieher „wissen oft, was läuft“.
Bei der Tiroler Opferschutzstelle wurden mehrere Missbrauchsfälle aus Stams, aber auch aus der Ski-Mittelschule Neustift, gemeldet.